# Мистер и миссис
Мистер и миссис (англ. Mr. And Mrs.) — телеигра в Великобритании. Премьера состоялась в 1972 году на телеканале ITV. Ведущим версии TWW then HTV West (также известно как ITV Wales & West) был Алан Тейлор; Дерек Бати вёл это телешоу на телеканале ITV Border, а Норман Воган был ведущим версии, созданной и выходившей в эфир на канале ITV Anglia (выпущен один). Телешоу вышло в эфир на британском телеканале UK Living. На областном канале HTV West английский телеведущий Нино Фиретто вёл телешоу под названием The All-New Mr & Mrs. В 1999 году шоу вернулось в эфир канала ITV, ведущим которого стал английский комик и писатель Джулиан Клэри. В 2008 году телепроект был возрождён как знаменитая телеигра под названием "Все звёзды «Мистер и миссис» (англ. All Star Mr & Mrs), ведёт которую английский телеведущий Филип Шофилд. В 2008—2010 годах соведущей передачи была Ферн Бриттон.

## Передачи

### Версия UK Living
| Сезон | Дата начала показа | Дата конца показа | Выпуски |
| ----- | ------------------ | ----------------- | ------- |
| 1     | 8 января 1995      | ??                | ??      |
| 2     | ??                 | 1996              | ??      |

### Версия Carlton
| Сезон | Дата начала показа | Дата конца показа | Выпуски |
| ----- | ------------------ | ----------------- | ------- |
| 1     | 19 марта 1999      | 2 июля 1999       | 6       |

## Международные версии
Шоу фактически стартовало в 1963 году в Канаде. Канадская версия выпускалась в Торонто телеканалом CFTO-TV и появилась в эфире на телеканале CTV, где вышло 780 выпусков. Ведущим, а также создателем шоу был Рой Уорд Диксон.
Британская версия родилась в Уэльсе в 1964 году как единственная программа на валлийском под названием Sion a Sian (Sion a Siân или Siôn a Siân — «Джон и Джейн»), где продолжалась до 2003 года под руководством Иеян Рис. Впервые вышла по уэльскому телеканалу Teledu Cymru, затем по HTV Cymru и наконец по S4C. С 1964 по 1967 год шоу вёл Ай Би Граффадд, с 1971 по 1987 год — Дэй Джонс. В разное время соведущими были Майр Роуландс, Мари Эмлин, Дженни Огуэн, Розалинда Ллойд и Джиллиан Элиза. Сезон проекта был возобновлён в 2012 году. Ведущими стали Стифын Парри и Хеледд Синвал. В 2012 году в эфире Sion a Sian была показана первая гей-пара.[значимость факта?]
С 29 августа 2009 по 26 декабря 2010 на канале «Россия-1» выходила российская версия телевикторины под названием «Ты и я», ведущими которой были Тигран Кеосаян и Алёна Хмельницкая.